# Nicolas de Bausset
Nicolas de Bausset est un noble français, ayant participé au complot contre Charles de Casaulx en 1596.

## Biographie

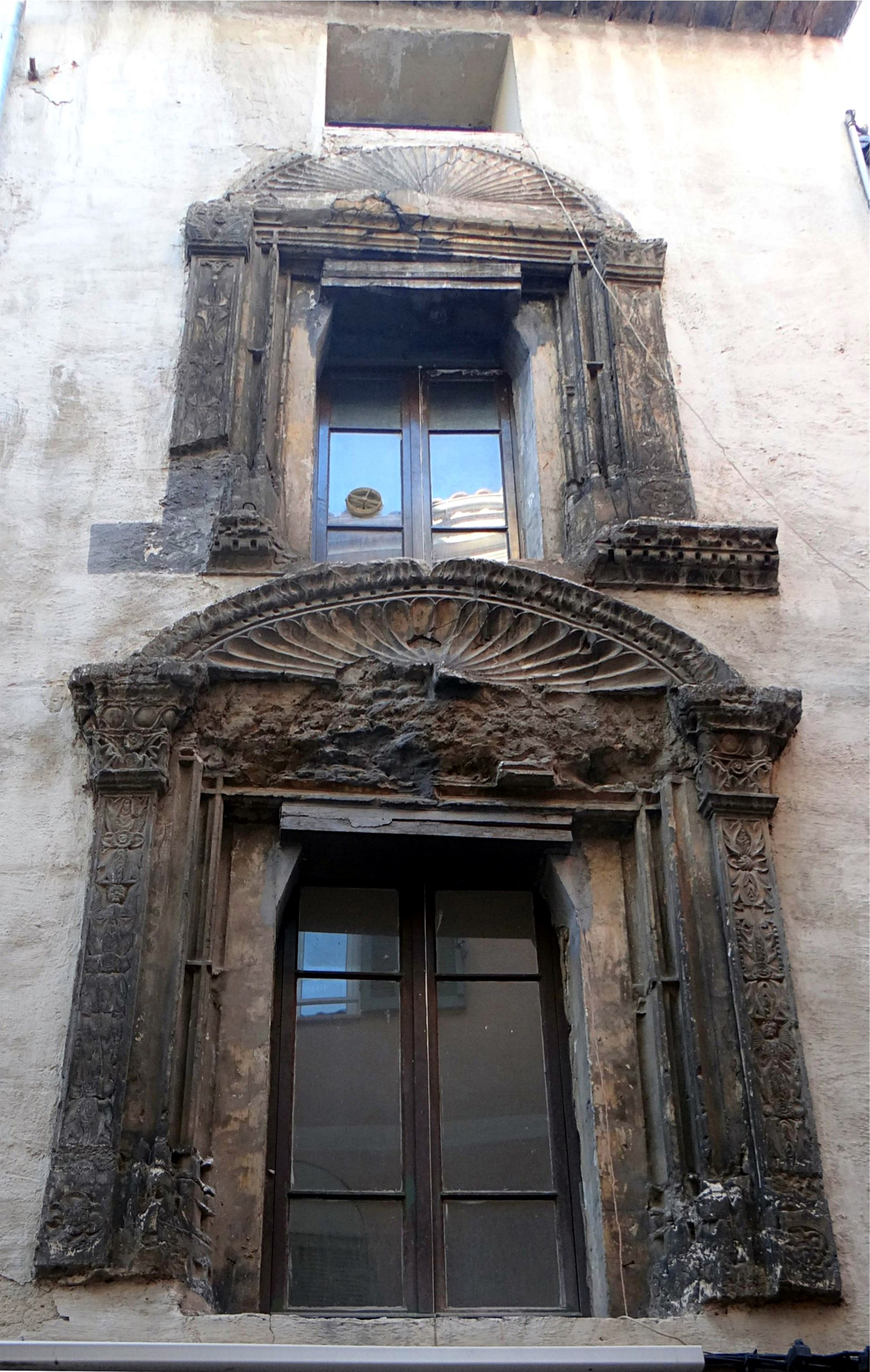
La maison du complot, ancienne demeure de Nicolas de Bausset.

Nicolas de Bausset est le fils aîné de Pierre de Bausset, seigneur de Roquefort, consul de Marseille, et d’Antoinette de Gilles qui s'unirent en 1526.
De ce mariage naquirent trois autres enfants : François, Barthelemi et Laurent.
Son père, Pierre de Bausset, acquit la terre de Roquefort le 3 octobre 1569.
Nicolas de Bausset est capitaine de galère et gouverneur des îles du château d'If et de Pomègues.
Il est marié deux fois, avec : 
- Françoise de Verdillon, avec laquelle il a cinq enfants : Jean, François, Claude-Antoine, Anne et Marguerite.
- Jeanne d’Arbaud, avec laquelle il n'a pas de postérité.

Pour grands services d'État rendus lors d'un voyage à Venise commandé par le roi Charles IX, son successeur le roi Henri III accorde par lettres patentes de 1576, la survivance du gouvernement du château d'If, à son fils aîné Jean de Bausset.
De plus, il acquiert une charge de valet de chambre du roi et reçoit le collier de l’ordre de Saint-Michel de la main du monarque.
Dans sa demeure d’Aubagne, il élabore, en compagnie de Geoffroy Dupré, notaire marseillais, le complot qui se termine par l’assassinat de Charles de Casaulx le 17 février 1596 et dont Pierre de Libertat est l’exécuteur.